# Tomasz Bajerski (kompozytor)
Tomasz Bajerski (ur. 3 marca 1956 w Chełmży) – polski kompozytor, pianista i akompaniator.

## Życiorys
Absolwent Akademii Muzycznej im. Fryderyka Chopina w Warszawie. Jest autorem muzyki do ponad 100 spektakli teatralnych, za które otrzymywał liczne nagrody i wyróżnienia. Współpracował z warszawską pracownią Teatr (1983–1993), gdzie zrealizował swój autorski spektakl Obiad.
Był także kierownikiem muzycznym Teatru Narodowego, Teatru Ateneum oraz Teatru Nowego w Warszawie. Jako pianista występował m.in. w Australii, Austrii, Czechach, Francji, Kanadzie, Niemczech, Rosji, Stanach Zjednoczonych, Wielkiej Brytanii oraz Watykanie. Swój warsztat muzyczny, dotyczący technik oraz języka muzycznego teatru instrumentalnego prowadził już w Akademii Teatralnej w Oslo.
W latach 1984−2002 był kierownikiem zespołu muzycznego, a następnie akompaniatorem piosenkarki Edyty Geppert.